# Stichophthalma archbaldi
Stichophthalma archbaldi är en fjärilsart som beskrevs av Robert Christopher Tytler 1928. Stichophthalma archbaldi ingår i släktet Stichophthalma och familjen praktfjärilar. Inga underarter finns listade i Catalogue of Life.